# Атрибутивная графовая грамматика
В информатике атрибутивная графовая грамматика - это класс графовых грамматик, которые связывают вершины с набором атрибутов, а переписывания - с функциями на атрибутах. В алгебраическом подходе к графовым грамматикам они обычно формулируются с использованием подходов double-pushout или single-pushout.

## Реализация
AGG, основанный на правилах визуальный язык, который напрямую выражает атрибутивные графовые грамматики, используя подход single-pushout, и был разработан в техническом университете Берлина в продолжении многих лет.

## Список литературы
- Rozenberg, Grzegorz (1997), Handbook of Graph Grammars and Computing by Graph Transformations, World Scientific Publishing, volumes 1–3, ISBN 9810228848 {{citation}}: Указан более чем один параметр |ISBN= and |isbn= (справка).
- Ehrig, Heckel, Korff, Lowe, Ribeiro, Wagner and Corradini, 1997. Algebraic Approaches to Graph Transformation - Part II: Single Pushout Approach and Comparison with Double Pushout Approach. Pp. 247-312 of (Rozenberg, 1997).